# De Sijp
De Sijp of Sijp is een landgoed van 132 ha in de Peel dat eigendom is van het Brabants Landschap. Dit landgoed ligt in de gemeente Gemert-Bakel. Het is een afwisselend gebied met bos, heide en landbouwgrond, waar lanen doorheen lopen met Beuk en Amerikaanse eik. Er is naaldhout en droog loofhout. In het noorden sluit het landgoed aan bij landgoed Cleefswit en in het oosten bij landgoed De Krim en het plaatsje Vossenberg.
De Sijp ligt op de zuidelijke helft van een sikkelduin, dat stamt uit de laatste episode van het Weichselien.
Dit gebied werd in 1895 aangekocht door textielfabrikant Abraham Ledeboer (Enschede ,1842-1897) teneinde dit te ontginnen.
In de crisisjaren '30 van de 20e eeuw werd het hier gelegen heidegebied als werkverschaffingsproject ontgonnen.
Tegenwoordig is De Sijp rijk aan roofvogels.